# どんと祭

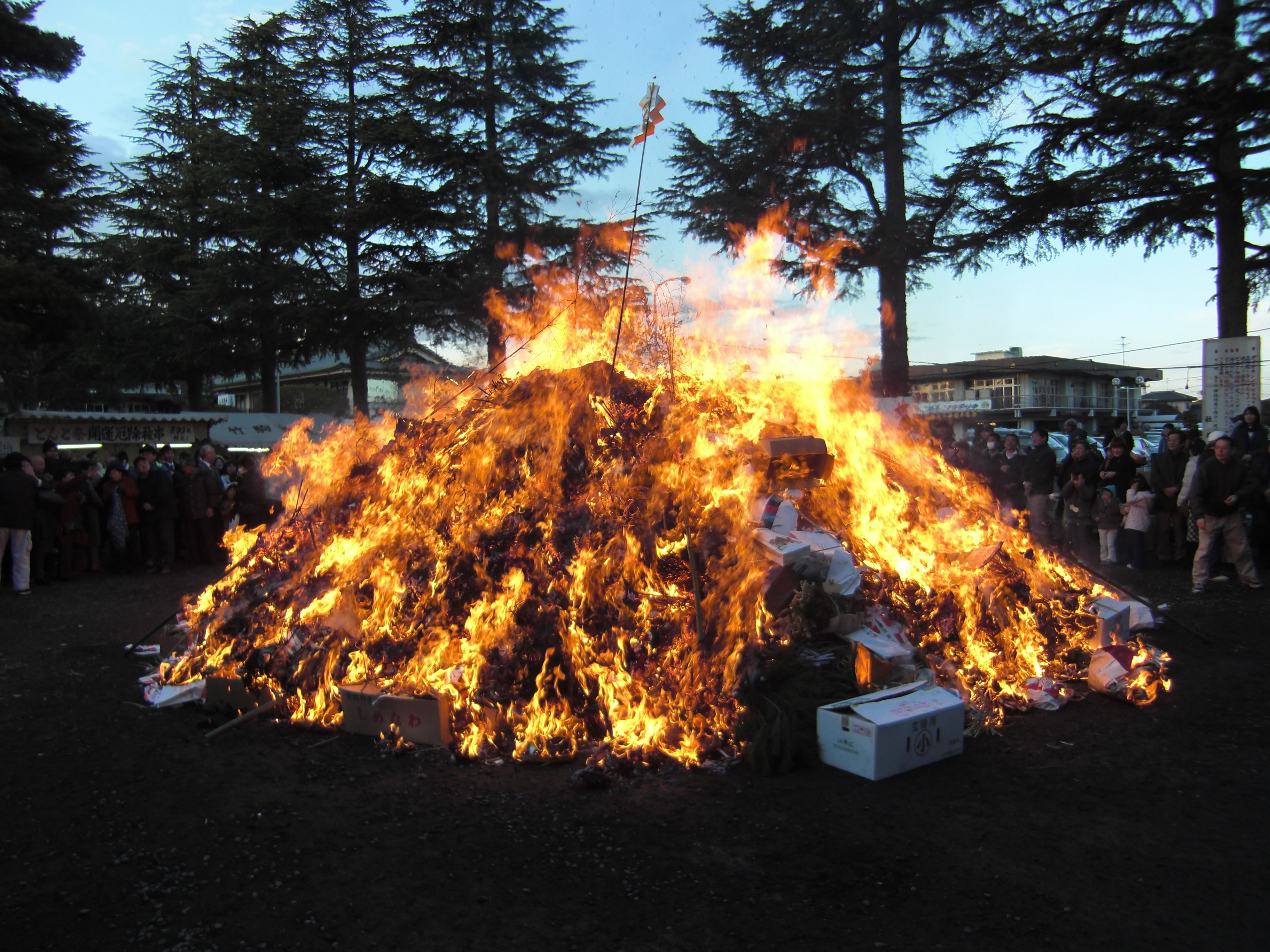
竹駒神社のどんと祭

どんと祭（どんとさい）は、宮城県を中心に呼ばれる祭りの呼称である。他地域で左義長やドント焼きなどと呼ばれる祭りに類似する。

## 概要
神社の境内などで正月飾りを焼き、御神火にあたることで一年の無病息災・家内安全を祈願する祭。特に宮城県内各地の神社で盛んに行われており、仙台市の大崎八幡宮の「松焚祭」（まつたきまつり）が宮城県最大規模である。
いつ始まったのかは不明であるが、1849年（嘉永2年）には恒例行事となっていた。正月飾りを焼く行事は1880年ごろまでは大崎八幡宮特有の行事であった。
「どんと祭」という呼称は、地元新聞社である河北新報が1906年1月14日の記事において、「九州で行われる類似の行事ではドンドととなえている」「大崎八幡宮の総本社である宇佐八幡宮は大分県にあるため、九州の風習が入ってきた」という根拠無い記事を載せたことや、松焚祭の観光化が進んでいたことから、地元が記事に便乗したことで定着したとされる。仙台市以外の神社に広まったのは高度経済成長期以降であるという。
宮城県の多くの地域では小正月の前日の1月14日夕方から行われるが、岩手県の盛岡八幡宮では1月15日に行われ、福島県の西根神社では「うそかえ祭」と一緒になって数日間開催される。また、宮城県石巻市では1月7日に行われる。石巻の場合は、新生活運動により1970年代に前倒しが定着したものとされる。松の内（門松を飾っている期間）が終わると漁が始まるため、石巻漁港（1973年（昭和48年）に特定第三種漁港に指定）を擁する同市では、新生活運動が謳う「合理的民主的な生活慣習の確立」に従って松の内を県内他地域より短縮した。
参拝者の一部は裸参りを実施している。宮城県内各地の裸参りは大崎八幡宮における裸参りとおおむね同様の装束・方式で実施しているが、同県登米市迫町・津島神社の「佐沼どんと祭裸参り」では提灯ではなく松明を持って参拝し、同県角田市の「かくだどんと祭り裸参り」では鳥追い棒を持って『ヤー、ホイホイホイ』の掛け声とともに町中を練り歩き、盛岡八幡宮では紙のハサミを持って特徴的な振りをしながら行進するなど、地域によって一部違いがある。
神社で行われるのが一般的だが、神仏混淆の中山鳥瀧不動尊、あるいは、定義如来や仙台大観音などの寺でも行われており、白山神社の別当寺の立場にある陸奥国分寺では裸参りも実施される。また、岩手県奥州市江刺区では大通り公園で、釜石市大渡では甲子川河川敷で開催するなど、神社・寺以外での開催例もある。さらに、宮城県登米市では石越総合運動公園で「石越どんと祭冬の花火大会」が実施されており、イベント性が高い。
| 神社           | 所在地       | どんと祭参拝客数 （万人） | （初詣参拝客数） （万人） |
| -------------- | ------------ | ------------------------- | ------------------------- |
| 大崎八幡宮     | 仙台市青葉区 | 10.0                      | 9.3                       |
| 竹駒神社       | 岩沼市       | 8.0                       | 39.1                      |
| 仙台東照宮     | 仙台市青葉区 | 6.0                       | 7.9                       |
| 賀茂神社       | 仙台市泉区   | 3.0                       |                           |
| 鹽竈神社       | 塩竈市       | 2.0                       | 41.0                      |
| 愛宕神社       | 仙台市太白区 | 0.5                       |                           |
| 宮城縣護國神社 | 仙台市青葉区 |                           | 6.7                       |

- 参考として、初詣の参拝客数（正月三ヶ日の合計）も付記。
- 数値はいずれも2006年（平成18年）のもの。宮城県警調べ。

## 松焚祭

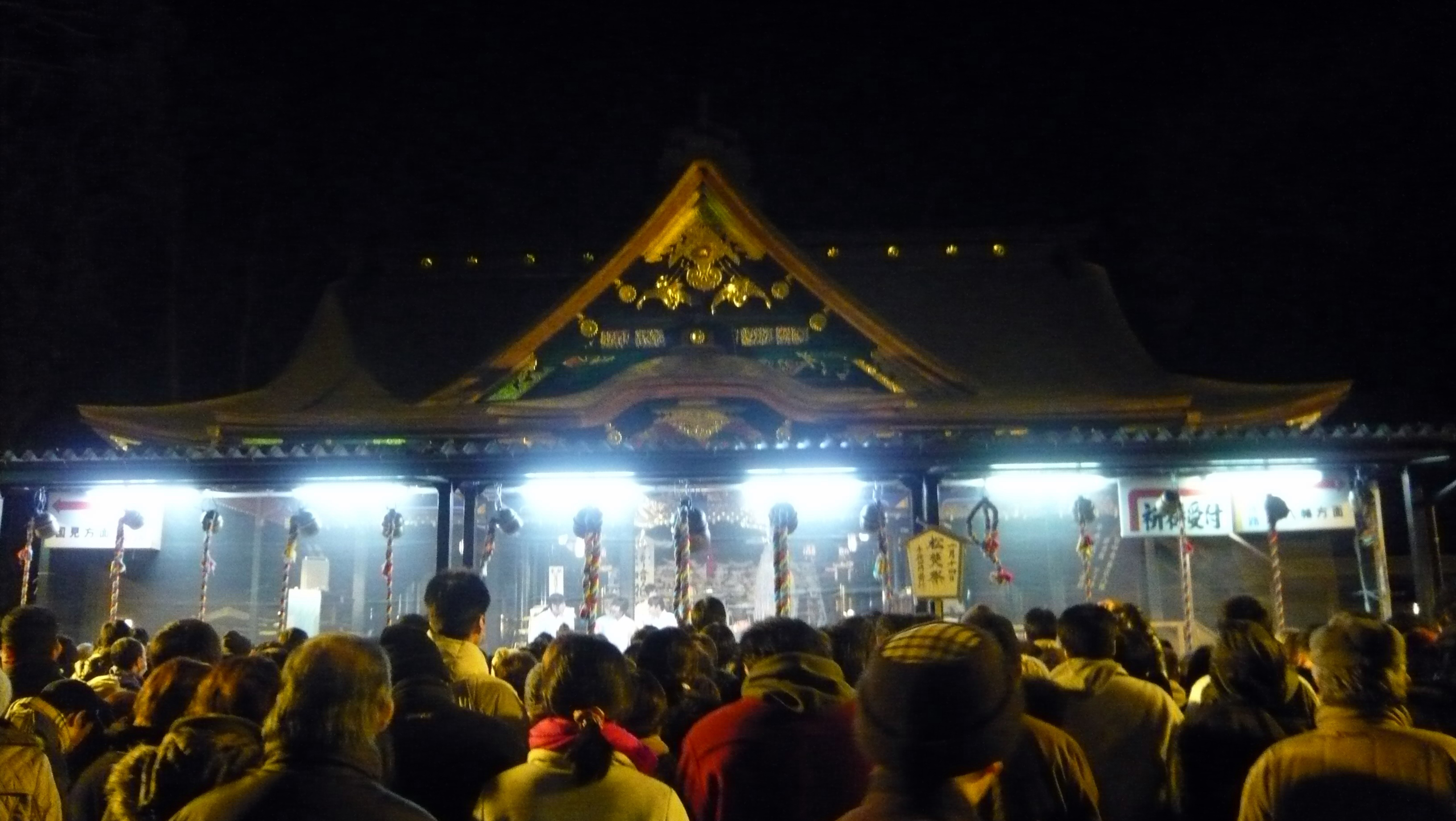
松焚祭の日の大崎八幡宮

仙台市都心部北側の北山丘陵西部にある大崎八幡宮で行われる年中行事で、300年の歴史があるとされ、2005年（平成17年）に仙台市の無形民俗文化財に指定された。市内各地から当社を目指して歩く、裸参りが特に有名である。
例年約10万人の人出で賑わい、神社前の国道48号と接続道路は交通規制がなされ、バスやタクシー以外の進入が出来なくなる。また、市内各地から、参拝用のバスの特別運行がなされる（仙台市電があった頃は市電の特別運行もあった）。
以前は20万人程度の人出があったとされるが、仙台都市圏の拡大や郊外居住者の増大により、人ごみを嫌った参拝客が他の最寄の神社のどんと祭に流れるようになったこと、また、成人の日が1月15日ではなくなった（ハッピーマンデー制度導入で、その年の1月8日から14日までのうち月曜日に該当する日に変更された）ことにより、その前夜のお祭りの意味もあったどんと祭に参拝しづらくなったことなどが原因となり、大崎八幡宮への参拝客は減ってきた。

### 裸参り

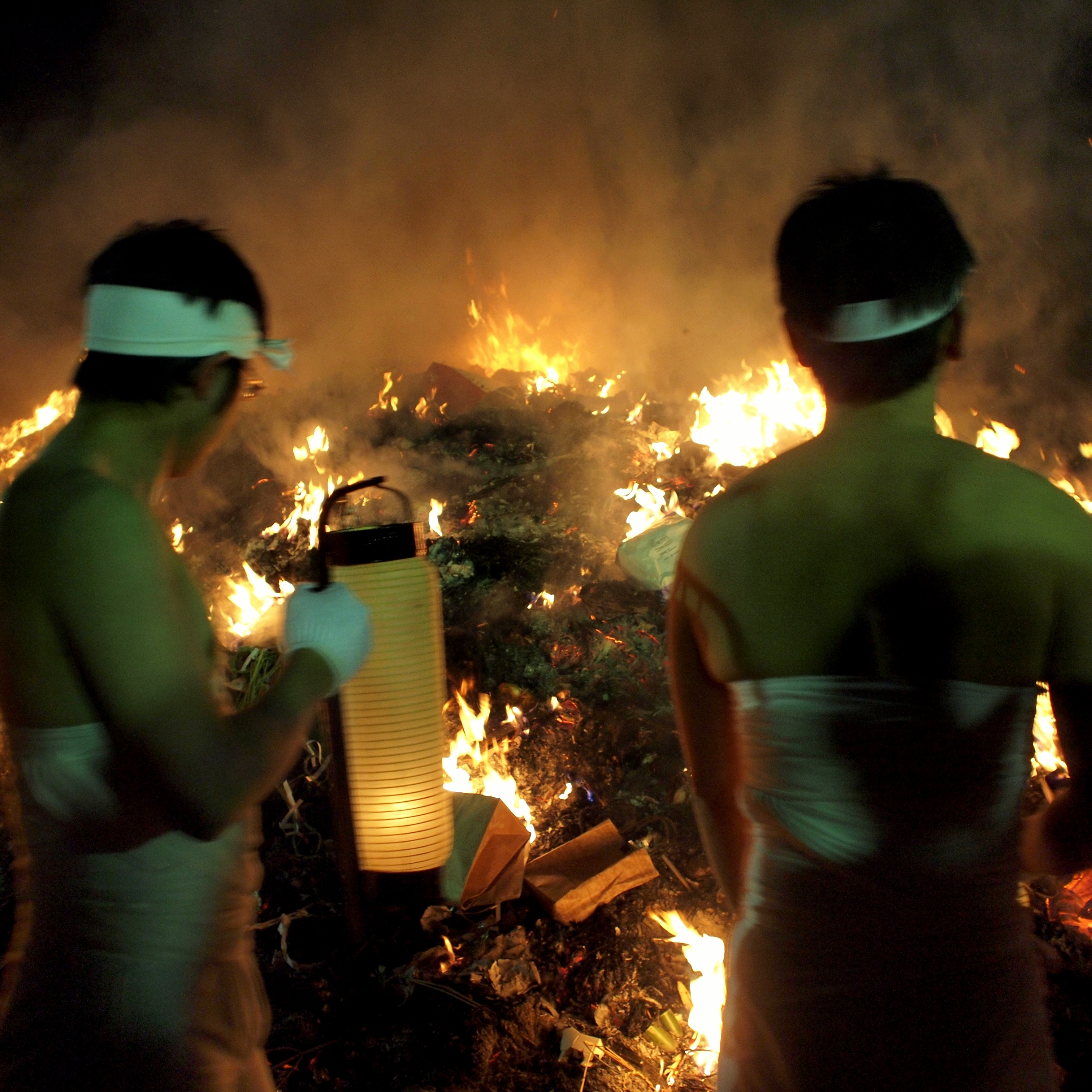
御神火にあたる裸参りの参加者

仙台藩内に来て日本酒の醸造をしていた南部杜氏が、醸造安全・吟醸祈願のために参拝したのが始まりとされる。
白鉢巻・白さらしを巻き、白足袋・わらじの装束に身を包み、氷水で水垢離をした後、神に息かけないためとして「含み紙」と呼ばれる紙を口にくわえたまま、右手には鐘を、左手に提灯を持って徒歩で参拝し、御神火を渡り、火にあたる。
低温の中での裸参りは健康を害する可能性があるため、参加団体では裸参り前に健康診断を行う例も見られる。また、女性は1枚羽織ることが許されている。暖かい国から来た外国人留学生の場合も、服装の規定はゆるい。
例年100団体前後（計2500人程度）が参加しており、地元企業の有志などが団体で100前後参加する。そのため当日の夕方頃になると一番町や中央通りなどの中心部商店街を歩いている裸参りの列を多数目撃する。
本来は松焚の後に行うものだが、現代では裸参りで神社に向かい正月飾りを焼くことが多い。

## 類似する祭り

### 道祖神祭り
長野県・山梨県では「道祖神祭り」という名で行われている。特に、長野県野沢温泉村では、国の重要無形民俗文化財に認定されている。道祖神とは、外から襲う悪霊を村里の入口で防ぐ、境の神・道の神を指しており、道祖神祭りはこの道祖神に対する全国的な民間信仰から誕生した。道祖神信仰は人形とも密接に関わっている。道祖神に奉納されたり、道祖神そのものに相当すると考えられたりする。道祖神は、別名「塞の神（さいのかみ、さへのかみ）」とも呼ばれ、富山県入善町をはじめとする一部地域では、「塞の神まつり」が行われる。塞の神とは、『古事記』に登場する日本古来の神様である。 

### お焚き上げ
主に神社や寺院で行われる、札やお守り、人形などを焼く儀式。燃やして処分するという点は共通しているが、その意味合いは神道と仏教で解釈が異なる。魂や想いがこもっているものを、神道では"火の神様の力を借りて天へ還す"行為、仏教では"故人へ届ける"行為として認識される。個人で行われることもあり、自治体における野外焼却の禁止の例外に位置する場合が多い。

### 鬼火焚き
鬼火焚きは、1月7日に主に南九州や筑後地方で、無病息災を祈って正月飾りなどを燃やす行事である。鹿児島県では朝に行われるところと夕方に行われるところがあるが、朝に行われるのは薩摩半島西岸部など少数である。九州地方では正月の6日または7日に鬼が来る、鬼夜と呼ばれる信仰がある。そのため、1月7日の鬼火焚きの際に同時に「鬼やらい」も行われる。竹の先を焼いて破裂音を出しながら割り、ぼんぼり状に結んだものをつくり、これを鬼などの魔除けとして「鬼の目威し」と称することもある。一方で2月3日の節分での行事はあまり存在しない。福岡県の大善寺玉垂宮の鬼夜や、同県の太宰府天満宮の鬼燻べ、唐津市のオンジャ・オンジャは鬼火焚きと繋がる祭礼と言われている。

### ほうげんきょう
昔から筑後地方で行われている伝統行事。家ごとに飾られた門松、しめ縄は正月に降臨した年神の依代とされており、大正月が開ける7日にこれを燃やすことが神送りである。また、同時に小正月入りの神迎えと見る民俗学説もある。昭和30年前後までは各地で賑やかに開催されていたが、都市化の中で衰えている。また、筑前古歌にはほうげんきょうの歌も存在する（「ほんげんきょう ほんげんきょう 泣くもんな口焼こう 泣かんもんな尻焼こう アカギレ焼こう ヒビ焼こう」）。

### さいと焼き
左義長の別名であり、東日本でこの名称が用いられ、道祖神祭と結合した例が多く、鳥追行事と結合した例もある。「さいと」とは、修験の行う火祭りの「柴灯（さいとう）」から出た言葉か、もしくは「塞の神（さいのかみ）」、つまり道祖神を祭った場所という意味だと考えられる。古い正月飾りなどを集め、藁などで円錐状に囲って燃やすのが一般的であり、燃え盛る火に向かい「やははえろ」と大声で叫んで、煙にあたることでその箇所の健康を願ったり、無病息災、五穀豊穣を願う地域もある。「やははえろ」には「弥(いや)栄えろ」（いよいよ栄えろ）や「家（や）は栄えろ」といった意味が込められているといわれている。また、この火で団子を焼いて食べると風邪をひかない、燃やした書き初めが高く舞い上がると腕が上がる、などと言い伝えられている地域もある。